# HMS Patricia
HMS Patricia var ett ubåtsdepåfartyg i Svenska marinen, tidigare Svenska Lloyds passagerarfartyg. Hon inköptes 1940 och byggdes och beväpnades med luftvärnskanoner. Hon användes fram till 1971 som depå- och målfartyg för kustflottans ubåtsflottilj.

## Utformning och bestyckning

Första ubåtsflottiljens vapen

HMS Patricia var 102 meter lång med ett deplacement på 4950 ton. Maskineriet bestod av en oljeeldad ångpanna som levererade ånga till en 3-cylindrig trippelångmaskin. Effekten var 2450 hästkrafter vilket gav en fart på 15 knop. Vid fartygets ombyggnad 1940 utrustades hon med åtta 40 mm och två 20 mm luftvärnskanoner. Efter ombyggnaden blev metacenterhöjden negativ på grund av tyngdpunktsförskjutning uppåt och fartyget fick en ständig slagsida åt styrbord eller babord.

## Historik
Fartyget byggdes vid Swan Hunters varv i Newcastle, Storbritannien och döptes till S/S Patris II. Hon levererades i januari 1926 till Byron Steamship Co för trafik på Medelhavet. År 1928 såldes Patris II till ett rederi i Pireus, Grekland. 1935 såldes hon vidare till Rederi Ab Svenska Lloyd, Göteborg, döptes om till Patricia och sattes in på trafik mellan Göteborg - London.

### Andra världskriget
När andra världskriget bröt ut var Sverige illa rustat. Marinen hade lyckats inhandla fyra jagare från Italien. Jagarna Remus, Romulus, Psilander och Puke låg i den italienska hamnen La Spezia. Marinen hyrde S/S Patricia med kapten Albert Persson och utrustade fartyget som en hjälpkryssare med kanon och kulsprutor. Den 4 mars 1940 lämnade Patricia Göteborg med 450 man som skulle utgöra besättning på jagarna och anlände till varvsstaden La Spezia den 19 mars. Den 14 april lämnade en konvoj bestående av Patricia och de fyra jagarna under befäl av kommendörkapten Torsten Hagman, som ordnat fri leijd från Storbritannien och Tyskland. Hagman hade fått order att gå långt ut i Atlanten, väster om Storbritannien och till Queensland på södra Irland. Därifrån skulle konvojen gå väster om Irland till Norge innan fartygen fick gå in på svenskt territorialvatten. Den 19 juni närmade sig konvojen Färöarna som var ockuperat av England. Fartygen fick färöisk lots och blev anvisade plats längst in i fjorden Skálafjørður. Dagen därpå låg tre brittiska jagare vid fjordmynningen. Eskaderchefen kontaktade Hagman och meddelade att jagarna skulle beslagtas och Patricia lämna Färöarna. 350 man från jagarna fick flytta över till depåfartyget.

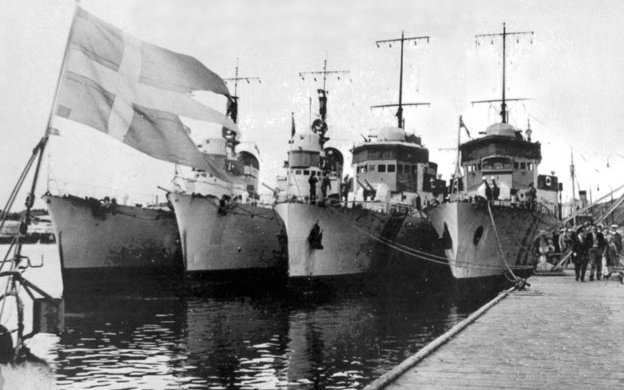
Italienjagarna förtöjda vid Nya Varvet 10 juli 1940

Den 21 juni kom Patricia ut på internationellt vatten och kunde meddela svenska regeringen via radio. En diplomatisk aktivitet mellan Stockholm och London inleddes. Den 25 juni fick kommendörkapten Hagman besked att beslaget av jagarna hade upphävts och fick order att gå till Kirkwall på Orkneyöarna och hämta jagarna. Den 5 juli kunde konvojen fortsätta och gick till Kristiansand i det tyskockuperade Norge. Efter ett dygn på redden utanför hamnen fick Hagman tillstånd att fortsätta till Sverige. Den 10 juli anlöpte de fyra jagarna Nya Varvet och Patricia förtöjde vid Stigbergskajen i Göteborg.

### Kalla kriget
Under 50- och 60-talet tjänstgjorde HMS Patricia som depåfartyg för ubåtarna vid Första ubåtsflottiljen. Hon var också målfartyg för ubåtar, som övade spaning och skjutning av övningstorpeder, som var inställda på djup så att de skulle passera under målfartyget med god marginal. Sommaren 1964 träffades Patricia av en torped i akterskeppet, som avfyrats från ubåten Gripen. Torpeden fastnade i hålet och Patricia kunde för egen maskin gå in till Berga örlogsbas.
Vid denna tid diskuterades ersättning av Patricia och Älvsnabben med ett fartyg som kunde fungera både som minfartyg och depåfartyg för ubåtsbesättningar. Det blev HMS Älvsborg som levererades 1971.

### Utrangering
HMS Patricia utrangerades 1971 och överfördes till Försvarets Materielverk och förtöjdes vid Musköbasen. Året därpå såldes hon till AB Järnsidan i Göteborg och vidare till Santander, Spanien där fartyget höggs upp.